# Крюков, Евгений Владимирович (футболист)
Евгений Владимирович Крюков (3 августа 1963, Рубцовск, Алтайский край — 30 ноября 2024, Сочи, Краснодарский край) — советский и российский футболист, вратарь. Выступал за клубы высшего российского дивизиона «Ростсельмаш» и «Жемчужина» (Сочи). После завершения игровой карьеры стал тренером. В 2003 году окончил Высшую школу тренеров по футболу. С 2011 года работал тренером вратарей Паралимпийской сборной России, а также тренировал молодых вратарей в академии ФК «Сочи».
В высшей лиге России сыграл 196 матчей, из них 46 без пропущенных мячей. В двух чемпионатах сыграл все матчи своей команды без замен: «Ростсельмаш» (1992), «Жемчужина» (1995). Рекордсмен среди вратарей «Жемчужины» по количеству игр в высшей лиге России — 136 матчей.